# Kyrklig kommun
En kyrklig kommun eller kyrkokommun är ett begrepp som användes för en församling i Svenska kyrkan från 1863, då kommunerna ersatte de gamla kyrksocknarna, och till 2000, då Svenska kyrkan upphörde att vara statskyrka. Sedan den 1 januari 2000 är Svenska kyrkans juridiska form trossamfund.
Ordet kommer ur behovet att skilja på de kommunala uppdrag som efter sockenstämmornas upplösning 1862 övergick till ansvarsområden för Svenska kyrkans församlingar. Sockenstämman delades upp i en kyrkostämma och en kommunalstämma, vilket senare blev kyrkofullmäktige och kommunalfullmäktige (numera kommunfullmäktige).
Församlingarnas kyrkoråd fortsatte att ha hand om vissa saker som numera sköts av kommunerna, till exempel folkskoleväsendet och i vissa fall fattigvården. År 1954 överfördes all undervisning till de borgerliga kommunerna. 1991 upphörde församlingarna att sköta folkbokföringen som överläts till skattemyndigheterna.
Den administrativa enheten kommun kallades i detta sammanhang borgerlig kommun när man ville tydliggöra vilken typ av kommun man talade om.

### Fotnoter
1. ↑  Thorsten Sandberg (14 februari 2002). ”Kyrkan och staten – en historisk separation”. Populär historia. http://www.popularhistoria.se/artiklar/kyrkan-och-staten-en-historisk-separation/. Läst 1 januari 2015.
2. ↑  Cecilia Olla (12 juni 2014). ”Framtidens folkbokföring efter distrikt istället för församling”. Riksantikvarieämbetet. http://www.raa.se/2014/06/framtidens-folkbokforing-efter-distrikt-istallet-for-forsamling-2/. Läst 1 januari 2016.